# Turbomesodon
Turbomesodon è un genere di pesci ossei estinto, appartenente ai picnodontiformi. Visse ta il Giurassico superiore e il Cretaceo inferiore (Kimmeridgiano - Barremiano, circa 152 - 125 milioni di anni fa) e i suoi resti fossili sono stati ritrovati in Europa.

## Descrizione
Questo pesce era solitamente di piccole dimensioni, e non superava i 20 centimetri di lunghezza. Possedeva un corpo alto e quasi circolare, fortemente compresso lateralmente. La testa era alta, dal muso appuntito e dagli occhi piccoli. La bocca, diretta all'ingiù, era dotata di forti denti arrotondati. La pinna dorsale era situata nella metà posteriore del dorso, aveva una base larga ed era appuntita anteriormente. La pinna anale, opposta a quella dorsale, era di dimensioni e forma simile. La pinna caudale era corta e non biforcuta. 
Turbomesodon possedeva una singola autapomorfia, una scaglia supracloacale, e una combinazione unica di caratteristiche primitive e derivate: assenza di una prominenza dorsale, due denti premascellari e nella mandibola a forma di incisivi (il primo considerevolmente più grande), grandi denti vomerini e prearticolari dal contorno ovale e dotati di solchi, tre file di denti prearticolari (la fila principale era dotata di sette denti), circa 15 scaglie lungo la linea dorsale mediana in contatto fra loro e dotate ciascuna di una spina, 5 o 6 scaglie postcloacali lungo la carena ventrale. 

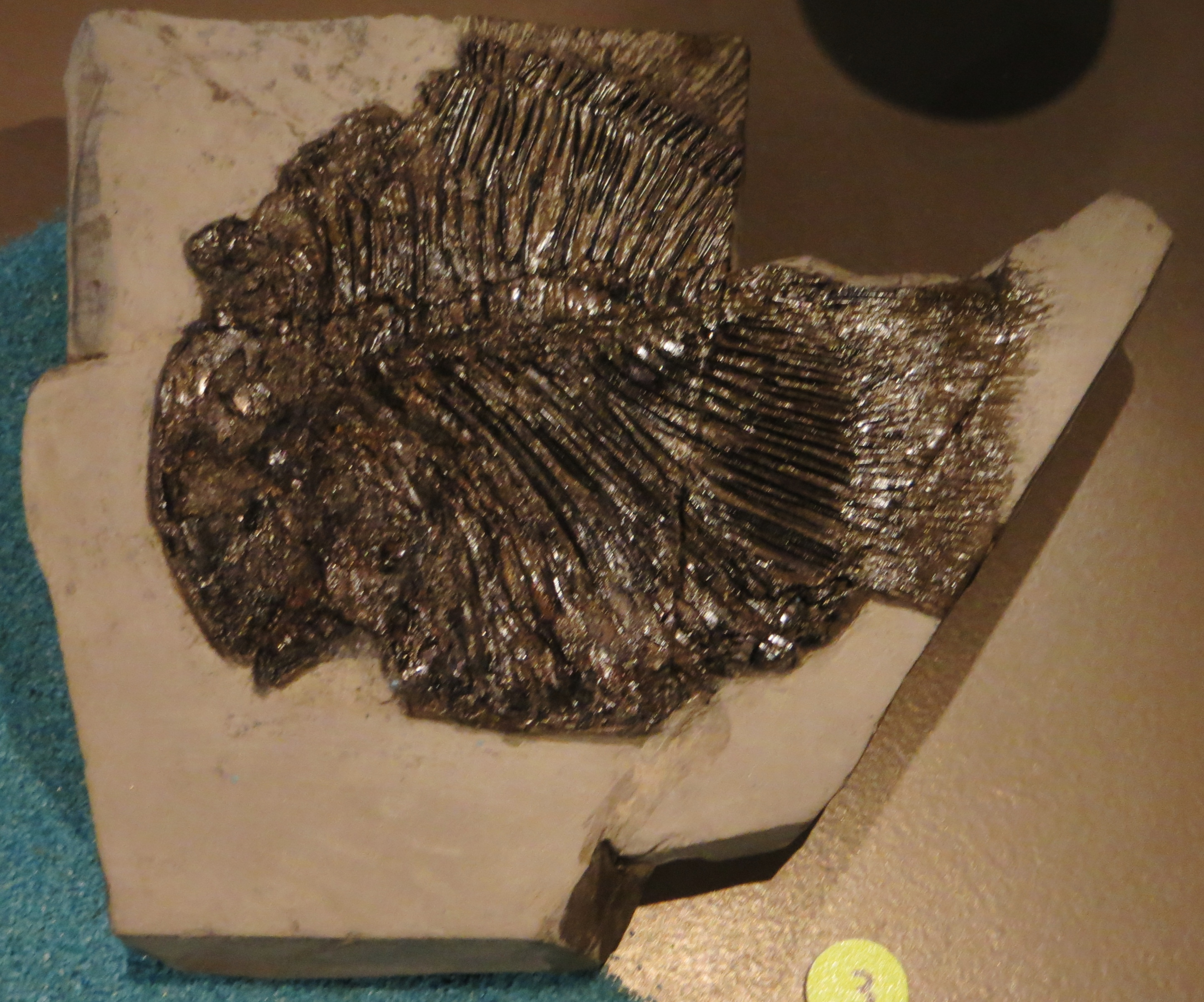
Fossile di Turbomesodon bernissartensis

## Classificazione
Turbomesodon è un tipico rappresentante dei picnodontiformi, un gruppo di pesci attinotterigi dal corpo solitamente compresso lateralmente e dai denti bulbosi. In particolare, sembra che Turbomesodon fosse una forma piuttosto arcaica della famiglia derivata Pycnodontidae. 
Il genere Turbomesodon soffre di una storia tassonomica insolitamente complicata. L'etimologia stessa del nome richiama questa confusione: dal latino "turbo" (turbare, generare confusione) e "mesodon", il genere a cui un tempo erano ascritte le specie di Turbomesodon. I fossili e le specie ascritte a questo genere sono stati a lungo confusi con i generi Gyronchus, Mesodon e Macromesodon. Il genere è stato istituito nel 2004 da Poyato-Ariza e Wenz e comprende tre specie: Turbomesodon relegans, tipica dei giacimenti del Giurassico superiore della Germania (ad esempio Solnhofen); T. bernissartensis, del Berriasiano-Barremiano di Bernissart (Belgio) e T. praeclarus, del Barremiano di Las Hoyas in Spagna. 